# Knipowitschia goerneri
Knipowitschia goerneri é uma espécie de peixe da família Gobiidae.
É endémica da Grécia.
Os seus habitats naturais são: nascentes de água doce e lagoas costeiras de água salgada.
Está ameaçada por perda de habitat.